# Paul Banke
Paul Andre Banke (* 1. März 1964 in Quail Valley, USA) ist ein ehemaliger US-amerikanischer Profiboxer. Er war von April bis November 1990 Weltmeister der WBC im Superbantamgewicht. 2008 wurde er in die California Boxing Hall of Fame, 2017 in die West Coast Boxing Hall of Fame und 2020 in die National Boxing Hall of Fame aufgenommen.

## Amateurkarriere
Paul Banke gewann unter anderem jeweils eine Bronzemedaille bei den US-Meisterschaften 1982 und 1984. Bei der US-Olympiaqualifikation 1984 in Fort Worth schied er im Halbfinale gegen Steve McCrory aus, der später die olympische Goldmedaille erkämpfte.

## Profikarriere
Banke wurde unter anderem von Victor Valenzuela trainiert und bestritt sein Profidebüt am 3. August 1985. Er besiegte unter anderem den späteren Weltmeister Hector Lizarraga, sowie die beiden Olympiateilnehmer Alberto Mercado und Robert Shannon, gegen letzteren war er bei den US-Meisterschaften 1982 unterlegen. Im Januar 1989 schlug er Ramiro Adames beim Kampf um den WBA-Americas-Titel im Superbantamgewicht.
Am 22. Juni 1989 boxte er mit einer Bilanz von 16 Siegen und drei Niederlagen gegen Daniel Zaragoza (37-4) um den WBC-Weltmeistertitel im Superbantamgewicht und verlor dabei nur knapp durch Split Decision nach Punkten. Banke gewann jedoch den Rückkampf und damit den Titel am 23. April 1990 durch TKO in der neunten Runde. Im August 1990 verteidigte er den Gürtel durch TKO in der zwölften Runde gegen den Südkoreaner Ki-joon Lee (14-0).
Am 5. November 1990 verlor er seine zweite Titelverteidigung nach drei Niederschlägen durch TKO in Runde 4 gegen Pedro Décima (25-2). Eine weitere Niederlage erlitt er am 9. Dezember 1991 bei einem erneuten WBC-Titelkampf gegen Daniel Zaragoza. Im März 1992 unterlag er gegen Kennedy McKinney (20-0).
Seinen letzten Kampf bestritt er am 6. Dezember 1993.

## Nach dem Boxen
Banke hatte nach dem Ende seiner Karriere mit sozialen (Drogenkonsum, Obdachlosigkeit) und gesundheitlichen Problemen (HIV, AIDS) zu kämpfen, die er jedoch in den Griff bekam. Er wurde später Boxtrainer im Against the Ropes (ATR) Boxing Club in Rialto.